# Němčice, Pardubice
Němčice là một làng thuộc huyện Pardubice, vùng Pardubický, Cộng hòa Séc.